# Santa Terezinha de Itaipu
Santa Terezinha de Itaipu là một đô thị thuộc bang Paraná, Brasil. Đô thị này có diện tích 259,393 km², dân số năm 2007 là 20354 người, mật độ 82,8 người/km².